# Sterrenstof (single)
Sterrenstof is een single van De Jeugd van Tegenwoordig, afkomstig van hun derde album De Lachende Derde. Het nummer kwam op 5 november 2010 uit. Bas Bron was wederom de producent van het gehele album en dus ook dit nummer. De drie leden van de groep, Olivier Locadia, Freddy Tratlehner en Pepijn Lanen, bekend onder hun artiestennamen Willie Wartaal, Vieze Fur en P. Fabergé, schreven de teksten. Het nummer speelt met onder andere verwijzingen naar de Beatles-hit "Lucy in the Sky with Diamonds" (Dan ben ik alsnog, in de lucht als sterrenstof, dan ben ik loessoe in de sky met diamonds om m'n nek bitch, diamonds om m'n nek) en werd uitgebracht door Top Notch.
In 2010 kwam de Okapi Liedprijs, ingesteld door Jan Rot voor een jaloersmakend lied, toe aan deze single. Op 14 april 2011 won het nummer een 3FM Award in de categorie Beste Single. Die avond had De Jeugd van Tegenwoordig ook al de prijs voor Beste Artiest Hiphop gekregen. De single heeft in Nederland de dubbel platina status.

## Hitnoteringen

### Nederlandse Top 40
| Hitnotering: 13-11-2010 t/m 15-01-2011 | Hitnotering: 13-11-2010 t/m 15-01-2011 | Hitnotering: 13-11-2010 t/m 15-01-2011 | Hitnotering: 13-11-2010 t/m 15-01-2011 | Hitnotering: 13-11-2010 t/m 15-01-2011 | Hitnotering: 13-11-2010 t/m 15-01-2011 | Hitnotering: 13-11-2010 t/m 15-01-2011 | Hitnotering: 13-11-2010 t/m 15-01-2011 | Hitnotering: 13-11-2010 t/m 15-01-2011 | Hitnotering: 13-11-2010 t/m 15-01-2011 | Hitnotering: 13-11-2010 t/m 15-01-2011 | Hitnotering: 13-11-2010 t/m 15-01-2011 |
| Week:                                  | 1                                      | 2                                      | 3                                      | 4                                      | 5                                      | 6                                      | 7                                      | 8                                      | 9                                      | 10                                     |                                        |
| -------------------------------------- | -------------------------------------- | -------------------------------------- | -------------------------------------- | -------------------------------------- | -------------------------------------- | -------------------------------------- | -------------------------------------- | -------------------------------------- | -------------------------------------- | -------------------------------------- | -------------------------------------- |
| Positie:                               | 24                                     | 10                                     | 8                                      | 10                                     | 10                                     | 16                                     | 24                                     | 39                                     | 33                                     | 39                                     | uit                                    |

### NederlandseSingle Top 100
| Hitnotering (week 1 t/m 33): 30-10-2010 t/m 11-06-2011 Hitnotering (week 34): 05-01-2019 Hitnotering (week 35): 01-05-2021 Hitnotering (week 36 t/m 37): 24-07-2021 t/m 31-07-2021 Hitnotering (week 38): 02-10-2021 Hitnotering (week 39 t/m 40): 30-10-2021 t/m 06-11-2021 Hitnotering (week 41 t/m 49): 08-01-2022 t/m 05-03-2022 Hitnotering (week 50 t/m 51): 30-04-2022 t/m 07-05-2022 Hitnotering (week 52): 23-07-2022 Hitnotering (week 53): 07-01-2023 Hitnotering (week 54): 29-04-2023 Hitnotering (week 55): 02-09-2023 Hitnotering (week 56): 06-01-2024 Hitnotering (week 57): 04-01-2025 | Hitnotering (week 1 t/m 33): 30-10-2010 t/m 11-06-2011 Hitnotering (week 34): 05-01-2019 Hitnotering (week 35): 01-05-2021 Hitnotering (week 36 t/m 37): 24-07-2021 t/m 31-07-2021 Hitnotering (week 38): 02-10-2021 Hitnotering (week 39 t/m 40): 30-10-2021 t/m 06-11-2021 Hitnotering (week 41 t/m 49): 08-01-2022 t/m 05-03-2022 Hitnotering (week 50 t/m 51): 30-04-2022 t/m 07-05-2022 Hitnotering (week 52): 23-07-2022 Hitnotering (week 53): 07-01-2023 Hitnotering (week 54): 29-04-2023 Hitnotering (week 55): 02-09-2023 Hitnotering (week 56): 06-01-2024 Hitnotering (week 57): 04-01-2025 | Hitnotering (week 1 t/m 33): 30-10-2010 t/m 11-06-2011 Hitnotering (week 34): 05-01-2019 Hitnotering (week 35): 01-05-2021 Hitnotering (week 36 t/m 37): 24-07-2021 t/m 31-07-2021 Hitnotering (week 38): 02-10-2021 Hitnotering (week 39 t/m 40): 30-10-2021 t/m 06-11-2021 Hitnotering (week 41 t/m 49): 08-01-2022 t/m 05-03-2022 Hitnotering (week 50 t/m 51): 30-04-2022 t/m 07-05-2022 Hitnotering (week 52): 23-07-2022 Hitnotering (week 53): 07-01-2023 Hitnotering (week 54): 29-04-2023 Hitnotering (week 55): 02-09-2023 Hitnotering (week 56): 06-01-2024 Hitnotering (week 57): 04-01-2025 | Hitnotering (week 1 t/m 33): 30-10-2010 t/m 11-06-2011 Hitnotering (week 34): 05-01-2019 Hitnotering (week 35): 01-05-2021 Hitnotering (week 36 t/m 37): 24-07-2021 t/m 31-07-2021 Hitnotering (week 38): 02-10-2021 Hitnotering (week 39 t/m 40): 30-10-2021 t/m 06-11-2021 Hitnotering (week 41 t/m 49): 08-01-2022 t/m 05-03-2022 Hitnotering (week 50 t/m 51): 30-04-2022 t/m 07-05-2022 Hitnotering (week 52): 23-07-2022 Hitnotering (week 53): 07-01-2023 Hitnotering (week 54): 29-04-2023 Hitnotering (week 55): 02-09-2023 Hitnotering (week 56): 06-01-2024 Hitnotering (week 57): 04-01-2025 | Hitnotering (week 1 t/m 33): 30-10-2010 t/m 11-06-2011 Hitnotering (week 34): 05-01-2019 Hitnotering (week 35): 01-05-2021 Hitnotering (week 36 t/m 37): 24-07-2021 t/m 31-07-2021 Hitnotering (week 38): 02-10-2021 Hitnotering (week 39 t/m 40): 30-10-2021 t/m 06-11-2021 Hitnotering (week 41 t/m 49): 08-01-2022 t/m 05-03-2022 Hitnotering (week 50 t/m 51): 30-04-2022 t/m 07-05-2022 Hitnotering (week 52): 23-07-2022 Hitnotering (week 53): 07-01-2023 Hitnotering (week 54): 29-04-2023 Hitnotering (week 55): 02-09-2023 Hitnotering (week 56): 06-01-2024 Hitnotering (week 57): 04-01-2025 | Hitnotering (week 1 t/m 33): 30-10-2010 t/m 11-06-2011 Hitnotering (week 34): 05-01-2019 Hitnotering (week 35): 01-05-2021 Hitnotering (week 36 t/m 37): 24-07-2021 t/m 31-07-2021 Hitnotering (week 38): 02-10-2021 Hitnotering (week 39 t/m 40): 30-10-2021 t/m 06-11-2021 Hitnotering (week 41 t/m 49): 08-01-2022 t/m 05-03-2022 Hitnotering (week 50 t/m 51): 30-04-2022 t/m 07-05-2022 Hitnotering (week 52): 23-07-2022 Hitnotering (week 53): 07-01-2023 Hitnotering (week 54): 29-04-2023 Hitnotering (week 55): 02-09-2023 Hitnotering (week 56): 06-01-2024 Hitnotering (week 57): 04-01-2025 | Hitnotering (week 1 t/m 33): 30-10-2010 t/m 11-06-2011 Hitnotering (week 34): 05-01-2019 Hitnotering (week 35): 01-05-2021 Hitnotering (week 36 t/m 37): 24-07-2021 t/m 31-07-2021 Hitnotering (week 38): 02-10-2021 Hitnotering (week 39 t/m 40): 30-10-2021 t/m 06-11-2021 Hitnotering (week 41 t/m 49): 08-01-2022 t/m 05-03-2022 Hitnotering (week 50 t/m 51): 30-04-2022 t/m 07-05-2022 Hitnotering (week 52): 23-07-2022 Hitnotering (week 53): 07-01-2023 Hitnotering (week 54): 29-04-2023 Hitnotering (week 55): 02-09-2023 Hitnotering (week 56): 06-01-2024 Hitnotering (week 57): 04-01-2025 | Hitnotering (week 1 t/m 33): 30-10-2010 t/m 11-06-2011 Hitnotering (week 34): 05-01-2019 Hitnotering (week 35): 01-05-2021 Hitnotering (week 36 t/m 37): 24-07-2021 t/m 31-07-2021 Hitnotering (week 38): 02-10-2021 Hitnotering (week 39 t/m 40): 30-10-2021 t/m 06-11-2021 Hitnotering (week 41 t/m 49): 08-01-2022 t/m 05-03-2022 Hitnotering (week 50 t/m 51): 30-04-2022 t/m 07-05-2022 Hitnotering (week 52): 23-07-2022 Hitnotering (week 53): 07-01-2023 Hitnotering (week 54): 29-04-2023 Hitnotering (week 55): 02-09-2023 Hitnotering (week 56): 06-01-2024 Hitnotering (week 57): 04-01-2025 | Hitnotering (week 1 t/m 33): 30-10-2010 t/m 11-06-2011 Hitnotering (week 34): 05-01-2019 Hitnotering (week 35): 01-05-2021 Hitnotering (week 36 t/m 37): 24-07-2021 t/m 31-07-2021 Hitnotering (week 38): 02-10-2021 Hitnotering (week 39 t/m 40): 30-10-2021 t/m 06-11-2021 Hitnotering (week 41 t/m 49): 08-01-2022 t/m 05-03-2022 Hitnotering (week 50 t/m 51): 30-04-2022 t/m 07-05-2022 Hitnotering (week 52): 23-07-2022 Hitnotering (week 53): 07-01-2023 Hitnotering (week 54): 29-04-2023 Hitnotering (week 55): 02-09-2023 Hitnotering (week 56): 06-01-2024 Hitnotering (week 57): 04-01-2025 | Hitnotering (week 1 t/m 33): 30-10-2010 t/m 11-06-2011 Hitnotering (week 34): 05-01-2019 Hitnotering (week 35): 01-05-2021 Hitnotering (week 36 t/m 37): 24-07-2021 t/m 31-07-2021 Hitnotering (week 38): 02-10-2021 Hitnotering (week 39 t/m 40): 30-10-2021 t/m 06-11-2021 Hitnotering (week 41 t/m 49): 08-01-2022 t/m 05-03-2022 Hitnotering (week 50 t/m 51): 30-04-2022 t/m 07-05-2022 Hitnotering (week 52): 23-07-2022 Hitnotering (week 53): 07-01-2023 Hitnotering (week 54): 29-04-2023 Hitnotering (week 55): 02-09-2023 Hitnotering (week 56): 06-01-2024 Hitnotering (week 57): 04-01-2025 | Hitnotering (week 1 t/m 33): 30-10-2010 t/m 11-06-2011 Hitnotering (week 34): 05-01-2019 Hitnotering (week 35): 01-05-2021 Hitnotering (week 36 t/m 37): 24-07-2021 t/m 31-07-2021 Hitnotering (week 38): 02-10-2021 Hitnotering (week 39 t/m 40): 30-10-2021 t/m 06-11-2021 Hitnotering (week 41 t/m 49): 08-01-2022 t/m 05-03-2022 Hitnotering (week 50 t/m 51): 30-04-2022 t/m 07-05-2022 Hitnotering (week 52): 23-07-2022 Hitnotering (week 53): 07-01-2023 Hitnotering (week 54): 29-04-2023 Hitnotering (week 55): 02-09-2023 Hitnotering (week 56): 06-01-2024 Hitnotering (week 57): 04-01-2025 | Hitnotering (week 1 t/m 33): 30-10-2010 t/m 11-06-2011 Hitnotering (week 34): 05-01-2019 Hitnotering (week 35): 01-05-2021 Hitnotering (week 36 t/m 37): 24-07-2021 t/m 31-07-2021 Hitnotering (week 38): 02-10-2021 Hitnotering (week 39 t/m 40): 30-10-2021 t/m 06-11-2021 Hitnotering (week 41 t/m 49): 08-01-2022 t/m 05-03-2022 Hitnotering (week 50 t/m 51): 30-04-2022 t/m 07-05-2022 Hitnotering (week 52): 23-07-2022 Hitnotering (week 53): 07-01-2023 Hitnotering (week 54): 29-04-2023 Hitnotering (week 55): 02-09-2023 Hitnotering (week 56): 06-01-2024 Hitnotering (week 57): 04-01-2025 | Hitnotering (week 1 t/m 33): 30-10-2010 t/m 11-06-2011 Hitnotering (week 34): 05-01-2019 Hitnotering (week 35): 01-05-2021 Hitnotering (week 36 t/m 37): 24-07-2021 t/m 31-07-2021 Hitnotering (week 38): 02-10-2021 Hitnotering (week 39 t/m 40): 30-10-2021 t/m 06-11-2021 Hitnotering (week 41 t/m 49): 08-01-2022 t/m 05-03-2022 Hitnotering (week 50 t/m 51): 30-04-2022 t/m 07-05-2022 Hitnotering (week 52): 23-07-2022 Hitnotering (week 53): 07-01-2023 Hitnotering (week 54): 29-04-2023 Hitnotering (week 55): 02-09-2023 Hitnotering (week 56): 06-01-2024 Hitnotering (week 57): 04-01-2025 | Hitnotering (week 1 t/m 33): 30-10-2010 t/m 11-06-2011 Hitnotering (week 34): 05-01-2019 Hitnotering (week 35): 01-05-2021 Hitnotering (week 36 t/m 37): 24-07-2021 t/m 31-07-2021 Hitnotering (week 38): 02-10-2021 Hitnotering (week 39 t/m 40): 30-10-2021 t/m 06-11-2021 Hitnotering (week 41 t/m 49): 08-01-2022 t/m 05-03-2022 Hitnotering (week 50 t/m 51): 30-04-2022 t/m 07-05-2022 Hitnotering (week 52): 23-07-2022 Hitnotering (week 53): 07-01-2023 Hitnotering (week 54): 29-04-2023 Hitnotering (week 55): 02-09-2023 Hitnotering (week 56): 06-01-2024 Hitnotering (week 57): 04-01-2025 | Hitnotering (week 1 t/m 33): 30-10-2010 t/m 11-06-2011 Hitnotering (week 34): 05-01-2019 Hitnotering (week 35): 01-05-2021 Hitnotering (week 36 t/m 37): 24-07-2021 t/m 31-07-2021 Hitnotering (week 38): 02-10-2021 Hitnotering (week 39 t/m 40): 30-10-2021 t/m 06-11-2021 Hitnotering (week 41 t/m 49): 08-01-2022 t/m 05-03-2022 Hitnotering (week 50 t/m 51): 30-04-2022 t/m 07-05-2022 Hitnotering (week 52): 23-07-2022 Hitnotering (week 53): 07-01-2023 Hitnotering (week 54): 29-04-2023 Hitnotering (week 55): 02-09-2023 Hitnotering (week 56): 06-01-2024 Hitnotering (week 57): 04-01-2025 | Hitnotering (week 1 t/m 33): 30-10-2010 t/m 11-06-2011 Hitnotering (week 34): 05-01-2019 Hitnotering (week 35): 01-05-2021 Hitnotering (week 36 t/m 37): 24-07-2021 t/m 31-07-2021 Hitnotering (week 38): 02-10-2021 Hitnotering (week 39 t/m 40): 30-10-2021 t/m 06-11-2021 Hitnotering (week 41 t/m 49): 08-01-2022 t/m 05-03-2022 Hitnotering (week 50 t/m 51): 30-04-2022 t/m 07-05-2022 Hitnotering (week 52): 23-07-2022 Hitnotering (week 53): 07-01-2023 Hitnotering (week 54): 29-04-2023 Hitnotering (week 55): 02-09-2023 Hitnotering (week 56): 06-01-2024 Hitnotering (week 57): 04-01-2025 | Hitnotering (week 1 t/m 33): 30-10-2010 t/m 11-06-2011 Hitnotering (week 34): 05-01-2019 Hitnotering (week 35): 01-05-2021 Hitnotering (week 36 t/m 37): 24-07-2021 t/m 31-07-2021 Hitnotering (week 38): 02-10-2021 Hitnotering (week 39 t/m 40): 30-10-2021 t/m 06-11-2021 Hitnotering (week 41 t/m 49): 08-01-2022 t/m 05-03-2022 Hitnotering (week 50 t/m 51): 30-04-2022 t/m 07-05-2022 Hitnotering (week 52): 23-07-2022 Hitnotering (week 53): 07-01-2023 Hitnotering (week 54): 29-04-2023 Hitnotering (week 55): 02-09-2023 Hitnotering (week 56): 06-01-2024 Hitnotering (week 57): 04-01-2025 | Hitnotering (week 1 t/m 33): 30-10-2010 t/m 11-06-2011 Hitnotering (week 34): 05-01-2019 Hitnotering (week 35): 01-05-2021 Hitnotering (week 36 t/m 37): 24-07-2021 t/m 31-07-2021 Hitnotering (week 38): 02-10-2021 Hitnotering (week 39 t/m 40): 30-10-2021 t/m 06-11-2021 Hitnotering (week 41 t/m 49): 08-01-2022 t/m 05-03-2022 Hitnotering (week 50 t/m 51): 30-04-2022 t/m 07-05-2022 Hitnotering (week 52): 23-07-2022 Hitnotering (week 53): 07-01-2023 Hitnotering (week 54): 29-04-2023 Hitnotering (week 55): 02-09-2023 Hitnotering (week 56): 06-01-2024 Hitnotering (week 57): 04-01-2025 | Hitnotering (week 1 t/m 33): 30-10-2010 t/m 11-06-2011 Hitnotering (week 34): 05-01-2019 Hitnotering (week 35): 01-05-2021 Hitnotering (week 36 t/m 37): 24-07-2021 t/m 31-07-2021 Hitnotering (week 38): 02-10-2021 Hitnotering (week 39 t/m 40): 30-10-2021 t/m 06-11-2021 Hitnotering (week 41 t/m 49): 08-01-2022 t/m 05-03-2022 Hitnotering (week 50 t/m 51): 30-04-2022 t/m 07-05-2022 Hitnotering (week 52): 23-07-2022 Hitnotering (week 53): 07-01-2023 Hitnotering (week 54): 29-04-2023 Hitnotering (week 55): 02-09-2023 Hitnotering (week 56): 06-01-2024 Hitnotering (week 57): 04-01-2025 |
| Week: | 1 | 2 | 3 | 4 | 5 | 6 | 7 | 8 | 9 | 10 | 11 | 12 | 13 | 14 | 15 | 16 | 17 | 18 |
| --- | --- | --- | --- | --- | --- | --- | --- | --- | --- | --- | --- | --- | --- | --- | --- | --- | --- | --- |
| Positie: | 28 | 8 | 7 | 8 | 10 | 16 | 15 | 21 | 16 | 12 | 13 | 13 | 22 | 22 | 28 | 23 | 36 | 35 |
| Week: | 19 | 20 | 21 | 22 | 23 | 24 | 25 | 26 | 27 | 28 | 29 | 30 | 31 | 32 | 33 | | 34 | |
| Positie: | 42 | 48 | 56 | 62 | 62 | 64 | 66 | 40 | 49 | 46 | 60 | 69 | 65 | 64 | 78 | uit | 72 | uit |
| Week: | 35 | | 36 | 37 | | 38 | | 39 | 40 | | 41 | 42 | 43 | 44 | 45 | 46 | 47 | 48 |
| Positie: | 91 | uit | 100 | 97 | uit | 95 | uit | 92 | 97 | uit | 59 | 93 | 92 | 93 | 85 | 90 | 87 | 97 |
| Week: | 49 | | 50 | 51 | | 52 | | 53 | | 54 | | 55 | | 56 | | 57 | | |
| Positie: | 92 | uit | 91 | 94 | uit | 98 | uit | 72 | uit | 89 | uit | 94 | uit | 84 | uit | 90 | uit | |

### VlaamseUltratop 50
| Hitnotering: 04-12-2010 t/m 29-01-2011 | Hitnotering: 04-12-2010 t/m 29-01-2011 | Hitnotering: 04-12-2010 t/m 29-01-2011 | Hitnotering: 04-12-2010 t/m 29-01-2011 | Hitnotering: 04-12-2010 t/m 29-01-2011 | Hitnotering: 04-12-2010 t/m 29-01-2011 | Hitnotering: 04-12-2010 t/m 29-01-2011 | Hitnotering: 04-12-2010 t/m 29-01-2011 | Hitnotering: 04-12-2010 t/m 29-01-2011 | Hitnotering: 04-12-2010 t/m 29-01-2011 | Hitnotering: 04-12-2010 t/m 29-01-2011 |
| Week:                                  | 1                                      | 2                                      | 3                                      | 4                                      | 5                                      | 6                                      | 7                                      | 8                                      | 9                                      |                                        |
| -------------------------------------- | -------------------------------------- | -------------------------------------- | -------------------------------------- | -------------------------------------- | -------------------------------------- | -------------------------------------- | -------------------------------------- | -------------------------------------- | -------------------------------------- | -------------------------------------- |
| Positie:                               | 29                                     | 33                                     | 50                                     | 46                                     | 41                                     | 39                                     | 33                                     | 33                                     | 41                                     | uit                                    |

### NPO Radio 2 Top 2000
| Nummer met noteringen in de NPO Radio 2 Top 2000 | '14 | '15 | '16 | '17 | '18 | '19 | '20 | '21 | '22 | '23 | '24 |
| ------------------------------------------------ | --- | --- | --- | --- | --- | --- | --- | --- | --- | --- | --- |
| Sterrenstof                                      | 762 | 387 | 287 | 258 | 145 | 164 | 168 | 149 | 160 | 149 | 142 |

1. ↑  Een vetgedrukt getal geeft de hoogste notering aan.
2. ↑  2014 was het eerste jaar met een notering voor dit nummer.